# Georg Wilhelm Bokelmann
Georg Wilhelm Bokelmann (* 5. Juli 1779 in Hamburg; † 21. Januar 1847 in Altona) war Kaufmann und dänischer Diplomat.

## Leben
Er wuchs in Hamburg und Schleswig-Holstein auf. Seine Eltern waren der Jurist Georg Ludwig Bokelmann und Anna Dorothea, geborene Schmemann. Im Besitz der Familie befanden sich nacheinander mehrere holsteinische Gutshöfe, zunächst Muggesfelde, daraufhin Perdoel und zuletzt Kuhlen.
Georg Wilhelm Bokelmann erhielt bis zu seinem dreizehnten Lebensjahr Privatunterricht im elterlichen Hause. Danach besuchte er ein Gymnasium in Altona. Nach dem Abitur nahm er das Studium der Wirtschaftswissenschaft auf. Er war befreundet mit einem Sohn des Hamburger Arztes und Naturforschers Johann Albert Heinrich Reimarus. Dessen Ehefrau Sophie protegierte Bokelmann und machte ihn mit der Familie Sieveking bekannt, die ihn auch förderte.
Auf Vermittlung von David Veit reiste Bokelmann im Alter von 21 Jahren im Frühjahr 1801 nach Paris, wo er im dortigen Hause von Wilhelm und Caroline von Humboldt über mehrere Wochen logierte. Zeitgleich war auch Rahel Levin, die spätere Rahel Varnhagen von Ense, zu Gast bei den Humboldts. Zwischen Levin und Bokelmann entwickelte sich ein Liebesverhältnis. Ellen Key berichtet darüber, die damals 30-jährige Rahel Levin, die noch über die Trennung von ihrem (Berliner) Bräutigam Graf von Finckenstein trauerte, soll sich „in den Armen des seraphisch schönen jungen Bokelmann“ getröstet haben. Rahel Levin wurde von Bokelmann noch einmal 1802 in Berlin besucht.
Wilhelm von Humboldt nahm Georg Wilhelm Bokelmann vom 19. April bis 14. Juli 1801 auf eine Reise ins Baskenland mit. Humboldt schildert in seinen Briefen an seine Braut die Fahrt, die ihn mit dem jungen Bokelmann im Reisewagen von Paris nach Spanien führte, und bemerkt, wie jener bei jedem Fluss, dessen Schönheit Humboldt zum Entzücken hinriss, kritisch erklärte: „Ganz nett, aber die Elbe bei Hamburg ist doch ganz was anderes“.
Georg Wilhelm Bokelmann hatte aus der ersten Ehe seines Vaters eine Stiefschwester, deren Ehemann – der Hamburger Kaufmann Simon – eine Firma in Cadiz unterhielt. Am 14. Juli 1801 trennte sich Bokelmann in Bilbao von Wilhelm von Humboldt und reiste weiter nach Cadiz, wo er, mit Unterbrechungen bis 1807 blieb. Dort wurde er dänischer Konsul. Er führte die Geschäfte seines Schwagers Simon fort, nachdem dieser früh gestorben war.
In Cadiz traf Bokelmann Juan Nicolás Böhl de Faber und die französischen Generäle Jean Victor Marie Moreau und Alexandre-Jacques-Bernard Law de Lauriston. Der französische General Moreau war 1804 sechs Monate zu Gast im Hause von Bokelmann in Cadiz. Moreau war dabei, nach Amerika zu emigrieren. Im Hause Bokelmann wartete er, bis endlich sein Dampfer nach Amerika abging.
Zurück in Deutschland, nahm Bokelmann im Herbst 1808 als dänischer Gesandter am Erfurter Fürstenkongress teil (Treffen von Napoleon I. mit dem russischen Zaren Alexander I. und mehreren deutschen Fürsten).
Mit Unterstützung seines Freundes Johann Georg Rist, damals dänischer Geschäftsträger in Hamburg, wurde er von 1811 bis 1813 dänischer Konsul in Rostock, bis die Schweden die Stadt und das Umland besetzten. Von 1814 bis 1836 war er dänischer Gesandter in Hamburg; zunächst Konsul, ab 1814 im Range eines Legationsrates, ab 1823 Generalkonsul und ab 1828 Ministerresident. Als solcher war er auch in den Hansestädten Bremen und Lübeck akkreditiert. Im Jahr 1815 wurde ihm die Ritter-Klasse des Danebrog-Ordens verliehen, 1836 die Kommandanten-Klasse.
Bokelmann heiratete im Jahr 1819 Sophie Sillem (* 12. Mai 1796, † 1850), jüngste Tochter des Bankiers Hieronymus Sillem (* 1768, † 1833) und seiner Frau Wilhelmine, geborene Büsch (* 1772, † 1852). Seine Frau war Enkelin des Pädagogen und Publizisten Johann Georg Büsch.
In Hamburg und Altona unterhielt Bokelmann enge und vielfach freundschaftliche Verbindungen zur Familie Sieveking, zum Kaufmann und späteren Bürgermeister von Hamburg Christian Daniel Benecke und zur Bankiersfamilie Sillem, zu Piter (Peter) Poel, Diplomat und Herausgeber des Altonaer Merkur, zum Grafen Karl von Hessen-Kassel, dänischer Statthalter der Herzogtümer Schleswig und Holstein, zu Conrad Daniel Graf von Blücher, Oberpräsident von Altona, und zum Kaufmann Caspar Reichsfreiherr von Voght. Bokelmann pflegte auch weiter die Verbindung zu Wilhelm von Humboldt.
Im Jahr 1826 erwarb Bokelmann von den Grafen Stolberg-Stolberg das Jagdschloss Tremsbüttel (25 km nordöstlich von Hamburg), was er bis 1836 besaß. 1836 nahm er seinen Abschied aus dänischen Diensten, verbrachte zum Zwecke gesundheitlicher Erholung ein halbes Jahr in Nizza und lebte von 1837 in Altona. Hier besuchte ihn Karl August Varnhagen von Ense, der Ehemann von Rahel Levin. Im Alter von 67 Jahren starb Bokelmann.
Einer seiner Söhne ist Wilhelm Hieronymous Bokelmann (* 1822, † 1903), seine Tochter Franziska Bokelmann (* 1828, † 1908) heiratete den Rechtshistoriker Roderich von Stintzing (* 1815, † 1883), Sohn des Altonaer Arztes Johann Wilhelm Stintzing († 1859).